# Хайнрих Юлиус фон Велтхайм
Хайнрих Юлиус фон Велтхайм (на немски: Heinrich Julius von Veltheim; * 29 юни 1596, Дещет, днес част от Кремлинген; † 21 октомври 1651, Дещет, Долна Саксония) е благородник от „бялата линия“ на род Велтхайм в Източна Долна Саксония, господар в Бартенслебен (в Еркслебен, Саксония-Анхалт), Дещет, Ингерслебен и Вестербург.

## Произход
Той е син на Йоахим/Ахим фон Велтхайм (1554 – 1620 или 1564 – 1625) и Анна фон Рауххаупт († 1651), дъщеря на Рудолф фон Рауххаупт († 1578) и Отилия фон Вицлебен († сл. 1600). Брат е на София Хедвиг фон Велтхайм (1607 – 1667), омъжена на 6 януари 1636 г. за фрайхер Ахац II фон дер Шуленбург (1610 – 1680).

## Фамилия
Първи брак: на 27 арил 1628 г. в Магдебург със София фон Алвенслебен (* 10 декември 1595, Лангенщайн; † 15 юли 1638, Хелмщет, погребана в Бартенслебен), дъщеря на Лудолф XIV фон Алвенслебен (1554 – 1626) и Аделхайд фон Велтхайм (1569 – 1626), дъщеря на Ахац фон Велтхайм (1538 – 1588) и Маргарета фон Залдерн (1545 – 1615). Те имат осем деца (2 сина и 6 дъщери), между тях:
- Йоахим Лудолф I фон Велтхайм (* 24 февруари 1629, Бартенслебен; † 5 февруари 1707, Бартенслебен), господар в Бартенслебен, Дещет, женен на 21 април 1657 г. пред целия принцов двор Волфенбютел за Хелена фон Бибов (* 29 януари 1635, Вестербург; † 16 април 1705, Бартенслебен); имат 9 деца (4 сина, 5 дъщери)
- Хайнрих Адриан фон Велтхайм (* 4 март 1630, Бартенслебен; † 1674), господар в Бартенслебен
- Анна Аделхайд фон Велтхайм (* 27 юли 1631, Бартенслебен; † 1 май 1706, Волфсбург), омъжена 1662 г. за Ханс/Йохан Даниел фон Бартенслебен (* 27 април 1633; † 30 март 1689), господар на Волфсбург, Броме, Биздорф

Втори брак: на 23 ноември 1641 г. с Урсула фон Квицов (* ок. 1600; + 14 май 1647), дъщеря на Хенинг XII фон Квицов († 1608) и Катарина Енгел фон Алвенслебен (1574 – 1628). Бракът е бездетен.